# Maldivas en los Juegos Olímpicos de Atenas 2004
Las Maldivas estuvieron representadas en los Juegos Olímpicos de Atenas 2004 por cuatro deportistas, dos hombres y dos mujeres, que compitieron en dos deportes.
El portador de la bandera en la ceremonia de apertura fue el atleta Sultan Saeed. El equipo olímpico maldivo no obtuvo ninguna medalla en estos Juegos.